# Zazárida (Zamora)
Pour les articles homonymes, voir Zazarida.
Zazárida est l'une des cinq paroisses civiles de la municipalité de Zamora dans l'État de Falcón au Venezuela. Sa capitale est Zazárida.

## Géographie

### Démographie
Hormis sa capitale Zazárida, la paroisse civile comporte plusieurs localités dont :
- Corozalito
- El Guanábano
- La Cuchilla
- Los Tablones
- Tierra Amarilla
- Zazárida